# Chutba

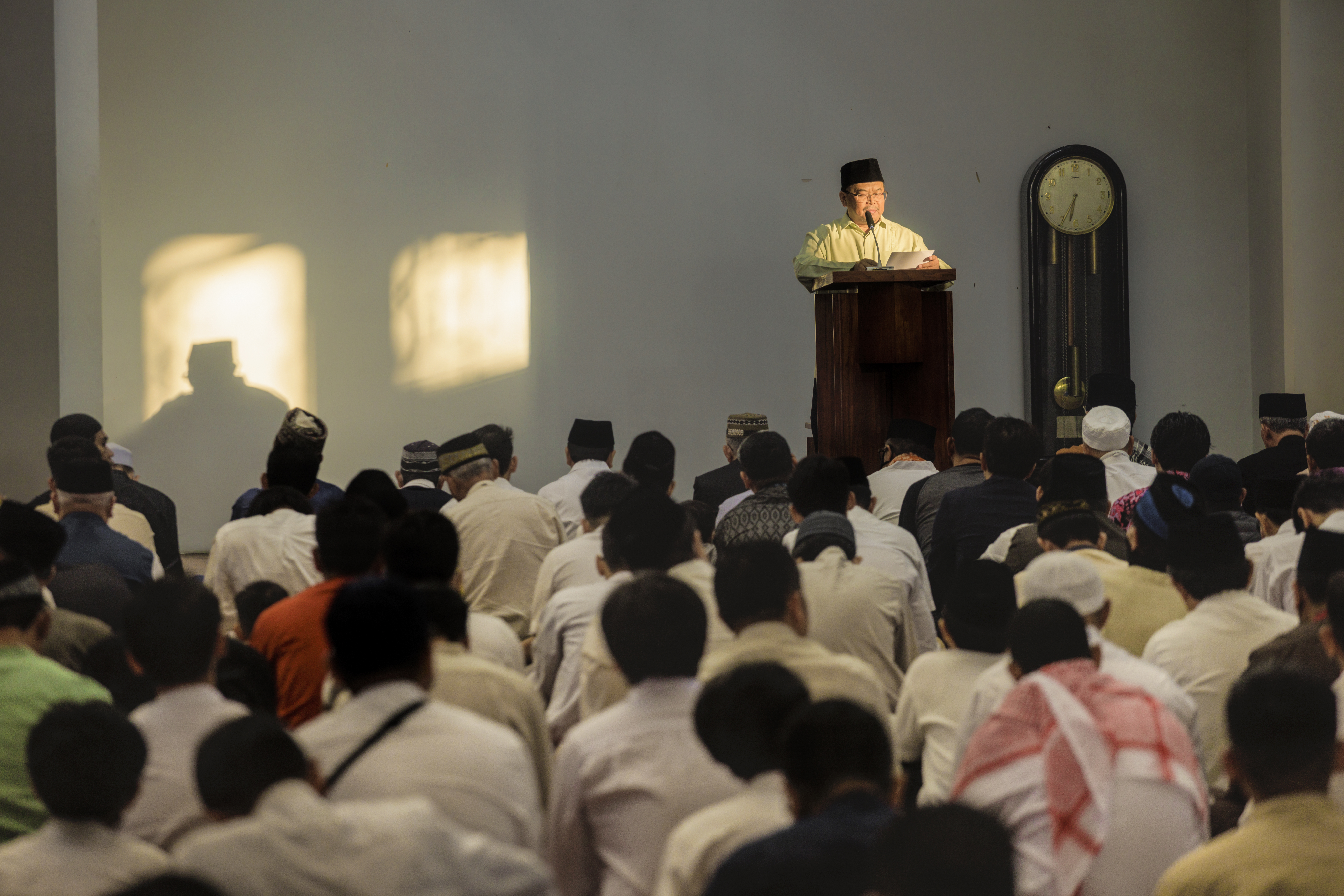
Chutba zum Fest des Fastenbrechens in einer indonesischen Moschee

Die Chutba (arabisch خطبة, DMG ḫuṭba, türkisch hutbe) ist im Islam eine liturgische Ansprache, die während Freitagsgottesdienstes, an den beiden islamischen Festen (Opferfest und Fest des Fastenbrechens) sowie bei verschiedenen anderen religiösen Anlässen gehalten wird. Der Begriff bezeichnete ursprünglich verschiedene Formen von Ansprachen zu politischen, religiösen, militärischen, sozialen, rechtlichen oder ethischen Themen. Im Laufe der Zeit hat das Wort jedoch eine Bedeutungsverengung erfahren, so dass damit meist eine Ansprache bei einem religiösen islamischen Anlass gemeint ist. Die bekannteste Form der Chutba ist die Freitagspredigt. Eines der auffälligsten Merkmale der frühislamischen Chutba ist der unablässige Gebrauch von kurzen parallel gebauten Sätzen und Phrasen in Sadschʿ-Stil. Der arabische Begriff für die Kunst der Ansprache ist Chitāba (ḫiṭāba), und die Person, die eine Ansprache hält, wird Chatīb genannt.

## Frühe Geschichte

### Altes Arabien

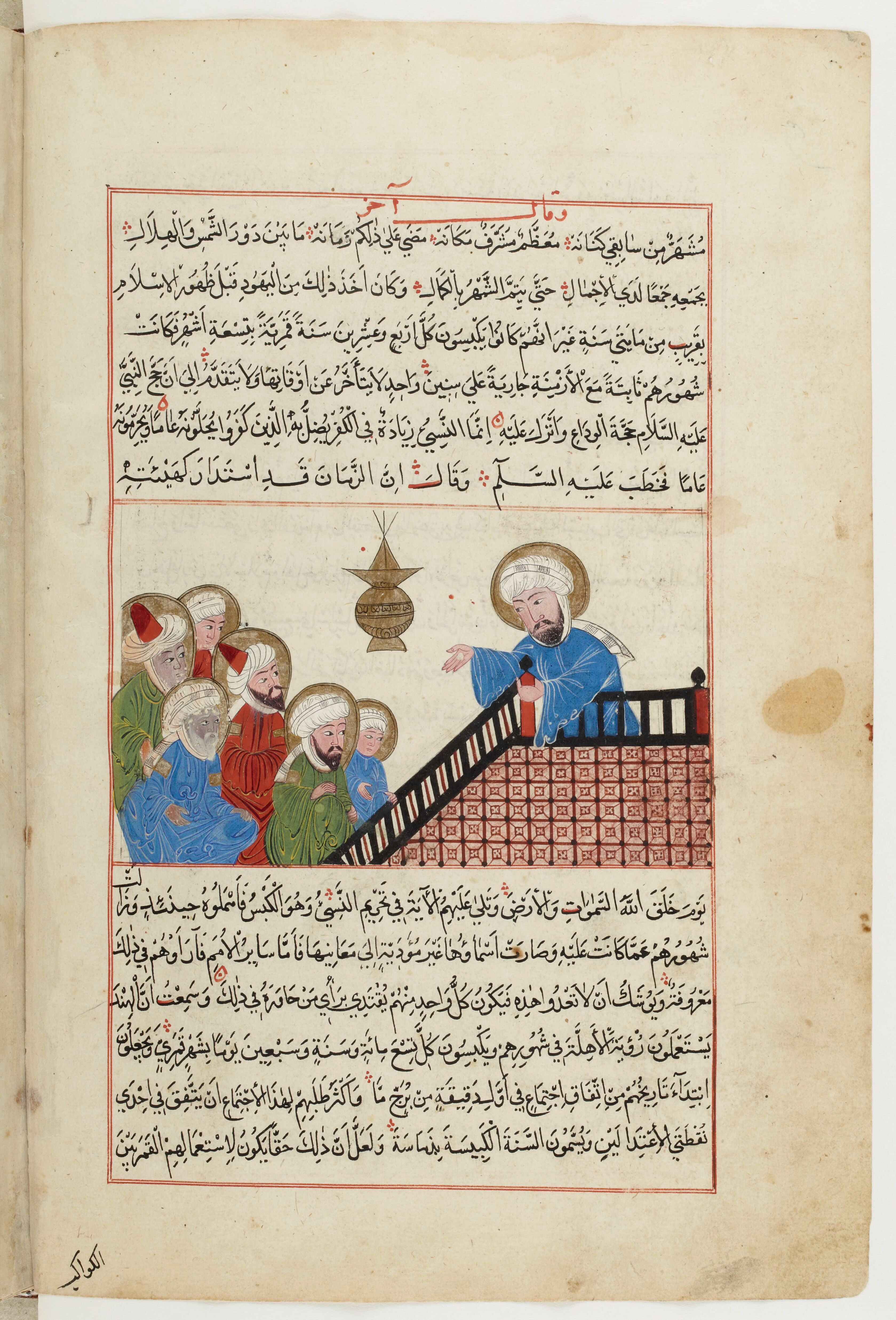
Mohammed bei der Chutba, die er bei der Abschiedswallfahrt hielt, Darstellung in einer Bīrūnī-Handschrift

Die Chutba existierte als Redeform schon im vorislamischen Arabien. Allerdings haben nur wenige Chutba-Proben aus vorislamischer Zeit überlebt. Die vorislamische Chutba diente dazu, Krieger zum Kampf zu mobilisieren, tribale Streitigkeiten zu schlichten oder bisweilen auch einer Zuhörerschaft die Nähe des Todes zu vergegenwärtigen. Eine der bekanntesten vorislamischen Chutba-Ansprachen wird dem christlichen Bischof von Nadschran, Quss ibn Sāʿida al-Iyādī (gest. ca. 600) zugeschrieben, die mit den Worten beginnt: „Wer auch immer lebt, stirbt. Wer auch immer stirbt, vergeht. Alles, was kommt, kommt.“ Quss soll auch der erste gewesen sein, der sich bei der Chutba auf einen Stock stützte.
Auch viele der Chutbas Mohammeds waren Ansprachen von politischer Natur. Nach einer Tradition, die im Namen von Abū Saʿīd al-Chudrī überliefert wird, pflegte Mohammed an den Festtagen eine Chutba zu halten, die im Wesentlichen aus der Aufforderung bestand, an einer Mission oder Expedition teilzunehmen. Sehr bekannt ist die Ansprache, die Mohammed während seiner Abschiedswallfahrt in der Ebene ʿArafāt vom Rücken eines Kamels aus gehalten haben soll. Sie wird in der Prophetenvita Ibn Hischāms überliefert. Die Ansprache enthielt eine ganze Anzahl von Neuregelungen. Für die imamitischen Schiiten ist außerdem diejenige Chutba sehr wichtig, die Mohammed nach übereinstimmender muslimischer Überlieferung nach der Abschiedswallfahrt bei dem Teich Ghadīr Chumm hielt, weil er darin nach schiitischer Vorstellung seinen Cousin ʿAlī ibn Abī Tālib als Nachfolger einsetzte. Albrecht Noth vermutet, dass das, was an Chutbas aus frühislamischer Zeit überliefert ist, von vorne bis hinten erfunden ist.

### Die Chutba während der Umaiyaden-Zeit
Im frühen Islam waren es die Kalifen selbst, „welche die liturgische Chutba verrichten“. Während des Kalifats von Muʿāwiya I. (661–680) entzündeten sich Debatten über die Frage, ob die Chutba im Sitzen oder im Stehen zu halten sei. Nach einer Tradition, die im Sahīh Muslim überliefert ist, monierte der Prophetengefährte Kaʿb ibn ʿUdschra (gest. 671), dass Ibn Umm al-Hakam, Muʿāwiyas Gouverneur in Kufa, die Chutba in der Moschee im Sitzen hielt. Er hielt es für erwiesen an, dass Mohammed sie im Stehen gehalten hatte, und verwies zum Beweis auf das an Mohammed gerichtete Koranwort in Sure 62:11: „Wenn die Leute Handelsware oder (sonst irgend) eine Ablenkung (zu) sehen (bekommen), laufen sie hin und lassen dich stehen.“ Der Traditionarier ʿAmr ibn Schuʿaib (gest. 736) aus at-Tā'if wird mit der Aussage zitiert, dass Muʿāwiya knapp ein Jahr die Chutba im Stehen gehalten habe, dann aber während der Auseinandersetzung mit ʿAlī ibn Abī Tālib dazu übergegangen sei, die Chutba teilweise auch im Sitzen zu halten. Später meinte Ibn ʿAbd al-Barr, dass Muʿāwiya nach übereinstimmender Meinung die Chutba im Sitzen gehalten habe.
Von al-Walīd ibn ʿAbd al-Malik (reg. 705–715) wird überliefert, dass er bei seiner Wallfahrt im Jahre 710 in Medina eine zweiteilige Chutba hielt, wobei er bei der ersten Chutba saß und sich für die zweite Chutba hinstellte. Einige Zeitgenossen betrachteten dies jedoch als eine unzulässige Neuerung. Als der medinische Gelehrte Saʿīd ibn al-Musaiyab sah, dass al-Walīd die Chutba im Sitzen abgehalten hatte, soll er gesagt haben: „Bei Gott, der Gottesgesandte hat die Chutba immer nur im Stehen abgehalten, und so auch die Kalifen nach ihm.“ Ein gewisser Ishāq ibn Yahyā stellte deswegen Radschā' ibn Haiwa, den Asketen der Umaiyaden, der den Kalifen begleitete, zur Rede. Er verteidigte diesen Ritus damit, dass bereits der Kalif Muʿāwiya bei der Chutba so vorgegangen sei. Außerdem verwies er darauf, dass der Kalif ʿAbd al-Malik I., der diesen Brauch nicht aufgegeben habe, von Qabīsa ibn Dhu'aib (gest. 705) darauf angesprochen worden sei und sich damit verteidigt habe, dass bereits der Kalif ʿUthmān ibn ʿAffān die Chutba so gehalten habe. Ishāq schwor daraufhin, dass ʿUthmān die Chutba im Stehen gehalten habe. Radschā' antwortete, dass der Kalif ihnen dies überliefert habe, und sie sich daran gehalten hätten.
Nach einer Überlieferung, die ʿAbd ar-Razzāq as-Sanʿānī anführt, nannte der mekkanische Gelehrte ʿAtā' ibn Abī Rabāh (gest. ca. 732) auf die Frage, wer der erste war, der bei der Chutba ein Sitzen eingeführt habe, ebenfalls ʿUthmān. Er habe dies im hohen Alter so gehandhabt, wenn ihn ein Zittern ergriff. Bei diesen Gelegenheiten habe er sich kurz gesetzt. Auf die Frage, ob ʿUthmān im Sitzen die Chutba fortgesetzt habe, antwortete ʿAtā', dass er das nicht wisse. Von Chālid ibn al-ʿĀs, der unter ʿUmar ibn al-Chattāb Gouverneur von Mekka gewesen war, berichtete ʿAtā', dass er die Chutba an einem Stück stehend auf dem Boden gehalten habe, ohne sich irgendwann zu setzen. Erst als er erkrankt sei, habe er sich auf eine Treppe gesetzt. Als ʿAtā' gefragt wurde, wie der mekkanische Kalif ʿAbdallāh ibn az-Zubair die Chutba gehalten hatte, antwortete er: „Er saß und hielt die Chutba im Sitzen. Dann stand er auf und setzte die Chutba fort. Meistens saß er aber dabei.“ Der Brauch, die Chutba an Freitagen und Festtagen im Sitzen abzuhalten, blieb bis zum Ende der Umaiyadenzeit bestehen.
Zu den Chutba-Genres zur Zeit des frühen Kalifats gehört die Huldigungsansprache (ḫuṭbat al-baiʿa), eine Rede, die von dem neuen Kalifen nach dem Tod seines Vorgängers gehalten wurde oder einem Gouverneur, der dem neuen Kalifen den Treueid leistete. Chutba-Reden wurden gewöhnlich vorher schriftlich ausgearbeitet. Es galt als eine Tugend, die Chutba kurz zu halten. Nach einer Aussage, die al-Dschāhiz von al-Madā'inī (gest. 843) zitiert, soll der Prophetengefährte ʿAmmār ibn Yāsir, als er sich einmal in der Rede kurz hielt und von seinen Zuhörern aufgefordert wurde, mehr zu sagen, geantwortet haben: „Der Gottesgesandte hat uns befohlen, das Gebet lang zu halten, und die Ansprachen (ḫuṭab) kurz.“

### Die Entwicklung der Chutba hin zu einem liturgischen Akt
Nach Ignaz Goldziher vollzog sich erst in der abbasidischen Zeit „die innere Wandlung der Chutba zu einem Acte von specifisch liturgischem Charakter“. Hārūn ar-Raschīd ließ die erste Chutba, die sein Sohn al-Ma'mūn zu halten hatte, für diesen durch andere konzipieren.
Al-Dschāhiz äußert in seinem Werk al-Bayān wa-t-tabyīn, dass die Redner (ḫuṭabāʾ) der Altvorderen die Chutba, die nicht mit einer Hamdala beginnt und mit einer Lobpreisung (tamǧīd) eröffnet wird, „unvollkommen“ (batrāʾ) genannt hätten. Des Weiteren hätten sie die Chutba, die nicht mit dem Koran geschmückt und mit dem Gebet für den Propheten verziert wird, als „missgestaltet“ (šauhāʾ) bezeichnet. Die Leute der Beredsamkeit (ahl al-bayān) der nachfolgenden Generationen täten dies noch immer. An der gleichen Stelle zitiert er einen Scheich mit der Aussage: „Wäre in der Chutba dieses Jünglings etwas aus dem Koran, dann wäre er der beste Redner der Araber.“ Andere hielten die Rezitation der Schahāda für einen wesentlichen Teil der Chutba. Ein Hadith in dem Musnad von Ahmad ibn Hanbal, der auf Abū Huraira zurückgeführt wird, lautet: „Jede Chutba, in der keine Schahāda erfolgt, ist wie eine verstümmelte Hand (ka-l-yad al-ǧaḏmāʾ)“.

## Chutba-Sammlungen
Ab dem 9. Jahrhundert stellten muslimische Gelehrte verschiedene Sammlungen historischer Ansprachen aus vorislamischer und frühislamischer Zeit zusammen, die Modellcharakter hatten:
- Al-Dschāhiz (gest. 869) überliefert in seinem Buch al-Bayān wa-tabyīn 110 Chutba-Ansprachen aus frühislamischer Zeit an, darunter auch die Ansprache, die Mohammed, während seiner Abschiedswallfahrt gehalten haben soll.
- Ibn Qutaiba (gest. 889) hat in seinem Werk ʿUyūn al-aḫbār 48 politische Ansprachen zusammengetragen.[24]
- Der andalusische Gelehrte Ibn ʿAbd Rabbih (gest. 940) führt im 13. Kapitel seiner Adab-Enzyklopädie al-ʿIqd al-farīd insgesamt 135 Chutba-Reden politischen Inhalts[25] aus der Zeit von Mohammed bis zum abbasidischen Kalifen al-Ma'mūn auf.[26] Es gibt 42 Parallelen zu der Sammlung von al-Dschāhiz.[27]
- asch-Scharīf ar-Radī (gest. 1014) hat in seiner Sammlung Nahdsch al-Balāgha die Ansprachen von ʿAlī ibn Abī Tālib gesammelt, die als ein Höhepunkt arabischer Redekunst gelten.
- Ibn an-Nadīm führt in seinem Fihrist noch weitere Chutba-Sammlungen an.[28]
- Der moderne ägyptische Gelehrte und Literaturhistoriker Ahmad Zakī Safwat (1872–1927) hat in seinem dreibändigen Werk Ǧamharat Ḫuṭab al-ʿArab, das 1933 in Kairo erschien, überlieferte Chutba-Ansprachen aus vor- und frühislamischer Zeit zusammengetragen, von denen die meisten einen politischen Charakter haben.[29]

## Die liturgische Chutba

### Die verschiedenen Arten der liturgischen Chutba
Als der umaiyadische Kalif al-Walīd I. im Jahre 710 nach Medina kam, schickte er seinen Berater Radschā' ibn Haiwa zu dem Rechtsgelehrten Saʿīd ibn al-Musaiyab, um ihn nach der Chutba des Gottesgesandten beim Haddsch zu befragen. Saʿīd antwortete darauf, dass er am Nachmittag vor dem Yaum at-Tarwiya (= 7. Dhū l-Hiddscha) in Mekka eine Ansprache gehalten habe, am ʿArafa-Tag (= 9. Dhū l-Hiddscha) bei Sonnenaufgang und schließlich am Vormittag nach dem Tag des Opfers (= 11. Dhū l-Hiddscha) in Minā. Dies seien die Chutba-Ansprachen Mohammeds, Abū Bakrs und ʿUmars gewesen.
Nach Mālik ibn Anas gibt es insgesamt vier verschiedene Anlässe, bei denen der Imam eine zweiteilige Chutba zu halten hat: 1. die Regenbitte (istisqāʾ), 2. die beiden Feste (al-ʿīdān), 3. der ʿArafa-Tag (yaum al-ʿArafa) und 4. die Freitagsversammlung (al-ǧumʿa). Der Imam sollte bei diesen Ansprachen sowohl die beiden Chutba-Teile durch Sitzen voneinander trennen, als auch sich vor der ersten Chutba hinsetzen. Die Chutba, die beim Mittagsgebet am 9. Dhū l-Hiddscha in der ʿArafāt gehalten wird, wird als Chutbat al-Waqfa bezeichnet.
Daneben werden auch zu besonderen Anlässen wie einer Sonnenfinsternis Chutba-Ansprachen gehalten. Hinsichtlich der Chutba beim Gottesdienst während einer Sonnenfinsternis bemerkt asch-Schīrāzī, dass der Prediger seinen Zuhörern Furcht vor Gott einflößen soll.
Beim Gebet zur Erbittung von Regen (istisqāʾ) soll der Imam am Anfang der ersten Chutba Gott neun Mal um Vergebung bitten und in der zweiten sieben Mal. Ferner soll er darin mehrfach die Salāt über den Gottesgesandten sprechen und außerdem das Koranwort „Bittet Euren Herrn um Vergebung!“ (Sure 11:9) rezitieren. Des Weiteren soll er seine Hände heben und Mohammeds Bittgebet sprechen. Während der zweiten Chutba soll er sich nach der Qibla ausrichten und seinen Mantel umdrehen, und zwar die rechte Seite nach links, die linke Seite nach rechts und die obere Seite nach unten. Und er muss ihn so anbehalten, bis er ihn mit seiner anderen Kleidung ablegt. Nach der imamitischen Lehre muss sich der Chatīb vor der Chutba zur Qibla wenden und hundert Mal laut den Takbīr aussprechen, sich dann nach rechts wenden und hundert Mal den Tasbīh aussprechen, sich nach links wenden und hundert Mal den Tahlīl (lā ilāha illā Llāh) aussprechen und schließlich sich den Menschen zuwenden und hundert Mal die Hamdala aussprechen. Die Gemeinde soll ihn bei diesen Lobpreisungen Gottes begleiten. In seiner Chutba soll der Chatīb dann die Menschen zur Tauba und Bitte um Vergebung aufrufen sowie zur Betreuung der Sünden, die den Zorn Gottes, die Vorenthaltung des Regens und Dürre hervorgerufen haben.

### Die Stellung der Chutba im Gottesdienst

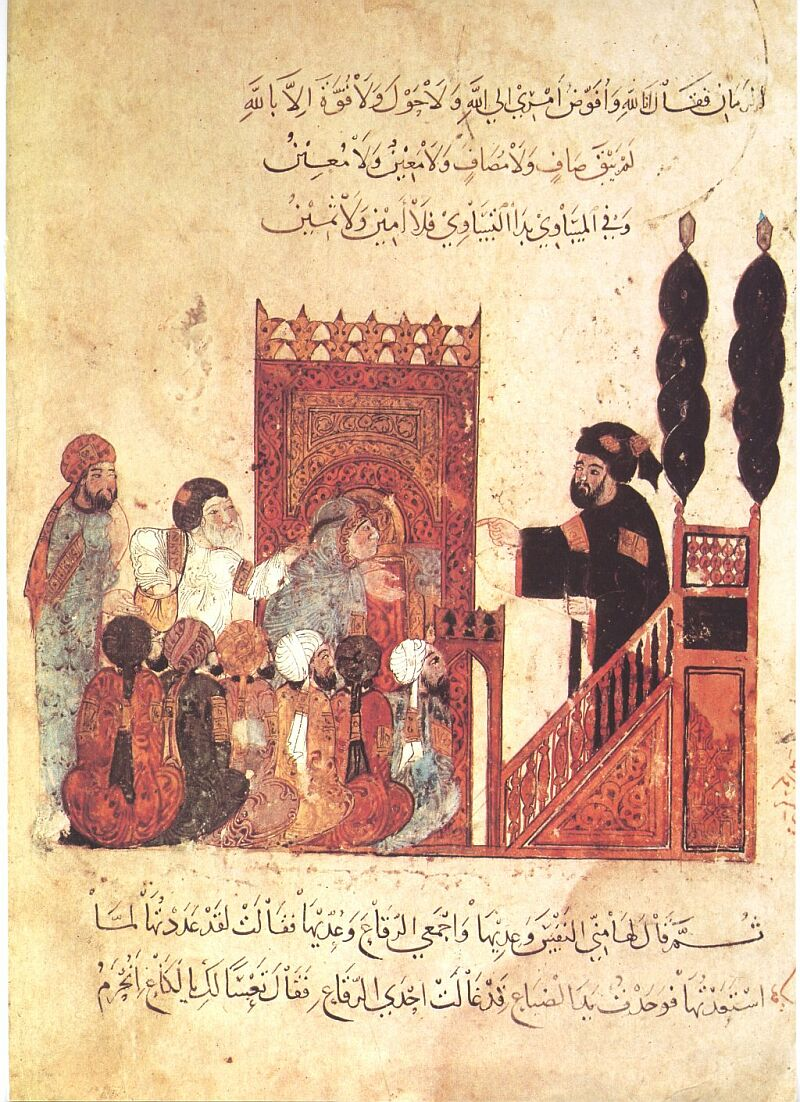
Darstellung einer Chutba in den Makamen al-Harīrīs

Der Unterschied zwischen Freitagschutba und den Chutbas bei anderen Anlässen besteht darin, dass am Freitag die Chutba dem Gebet vorangeht, während sie bei den anderen Anlässen dem Gebet folgt. Marwān ibn al-Hakam soll der erste gewesen sein, der die Chutba dem Gebet voranstellte. Er soll diesen Brauch während seiner Statthalterschaft in Medina beim Fest eingeführt und damit begründet haben, dass die Leute nach dem Gebet nicht mehr sitzen blieben, um ihm zuzuhören. Er soll auch der erste gewesen sein, der die Chutba an diesem Tag auf einem Minbar hielt. Nach al-Yaʿqūbī (gest. 897) war es dagegen Muʿāwiya I. selbst, der die Chutba dem Gebet voranstellte. Hintergrund war, dass die Menschen wegliefen, wenn sie gebetet hatten, damit sie nicht die Verfluchung ʿAlīs in der Chutba hören mussten.
Der Brauch, den Festgottesdienst mit Adhān und Chutba zu beginnen und daran Iqāma und Gebet anzuschließen, blieb bis zum Ende der Umaiyadenzeit bestehen. Erst Abū Muslim al-Churāsānī drehte diese Reihenfolge um. Als er mit seinen Kämpfern im Feldlager war, ließ er am Fest des Fastenbrechens das Gebet ohne Adhān und Iqāma vor der Chutba abhalten.
Hinsichtlich der Chutbas, die an den beiden Festtagen gehalten werden, erklärt asch-Schīrāzī, dass sie wie diejenigen am Freitag seien, der Chatīb die erste jedoch mit neun Takbīr-Formeln und die zweite mit sieben Takbīr-Formeln eröffnen müsse. Am Fest des Fastenbrechens müsse er sie über die Zakāt al-fitr instruieren, am Opferfest über die Opfertiere. Im Unterschied zur Freitagschutba darf der Chatīb die Festtagschutba im Sitzen halten. Nach Mālik ibn Anas sollte der Imam, wenn er bei der Festtagsansprache auf den Minbar gestiegen war, sich erst einen Moment hinsetzen, bevor er die Chutba hielt.

### Liturgische Chutba-Sammlungen
Im frühen 13. Jahrhundert begann man erstmals, Chutba-Sammlungen rein religiösen Charakters zusammenzustellen. Die erste Sammlung dieser Art enthielt die Chutba-Ansprachen des aleppinischen Predigers Ibn Nubāta (gest. 984). Sie befassen sich mit Tod und Auferstehung, dem Tod des Propheten, der Verachtung der Welt, dem Wechsel der Zeit, den Vorzügen der islamischen Monate Radschab, Schaʿbān, Ramadan, der Festtage, mit der Hölle sowie mit dem Dschihad gegen die Ungläubigen. Der saudische Gelehrte ʿAbd al-ʿAzīz ibn Bāz hat in einer Fatwa von der Verwendung dieser Sammlung abgeraten, mit der Begründung, dass sie einige Fehler enthalte.
Eine Anzahl festlicher fatimidischer Chutbas ist 2009 von Paul E. Walker in einer Anthologie veröffentlicht worden. ʿAbd al-ʿAzīz ibn Bāz empfiehlt unter anderem die Chutba-Sammlung von ʿAbdallāh ʿAbd al-Ghanī al-Chaiyāt (gest. 1995), der lange Zeit als Imam der Heiligen Moschee von Mekka tätig war. Die von ihm gehaltenen Chutbas sind 1979 in sechs Bänden veröffentlicht worden.
Sammlungen liturgischer Chutbas sind häufig dem Kalender folgend angelegt, mit vier Predigten für jeden Monat und zusätzlichen für die Festtage, den Geburtstag des Propheten und seine Himmelfahrt.

## Die Chutba des Mahdi
Nach den Überlieferungen der Zwölfer-Schia soll sich der zwölfte Imam Muhammad al-Mahdī, wenn er am Ende der Zeiten in Mekka erscheint, als erstes zur Kaaba begeben und an die Ecke des Schwarzen Steins angelehnt eine Chutba halten. In dieser wird er das Ende einer Lebensepoche der Weltenbewohner und den Anfang einer neuen Epoche, die unter seiner Herrschaft steht, verkünden. Nach einer großen Anzahl von Traditionen, die sunnitische und schiitische Überlieferer vom Propheten und den Imamen überliefern, sollen diese Ansprache alle Menschen auf der Welt hören können.

## Die Chutba als Einleitungsteil arabischer Bücher
Der Begriff Chutba bezeichnet auch den gereimten doxologischen Einleitungsteil arabischer Bücher. ʿAbd al-Qāhir al-Dschurdschānī (gest. 1081) gibt zu bedenken, dass bei ihm die Formtypen (auzān) der arabischen Wortbildung und die Reime (asǧāʿ) zu berücksichtigen sind.